# 布代什蒂鄉 (馬拉穆列什縣)
47°43′52.6″N 23°56′41.6″E / 47.731278°N 23.944889°E
布代什蒂鄉（羅馬尼亞語：Comuna Budești, Maramureș），是羅馬尼亞的鄉份，位於該國西北部，由馬拉穆列什縣負責管轄，面積85平方公里，海拔高度545米，2007年人口3,350，人口密度每平方公里39人。